# شبکه ارتباطی فضای عمیق چین

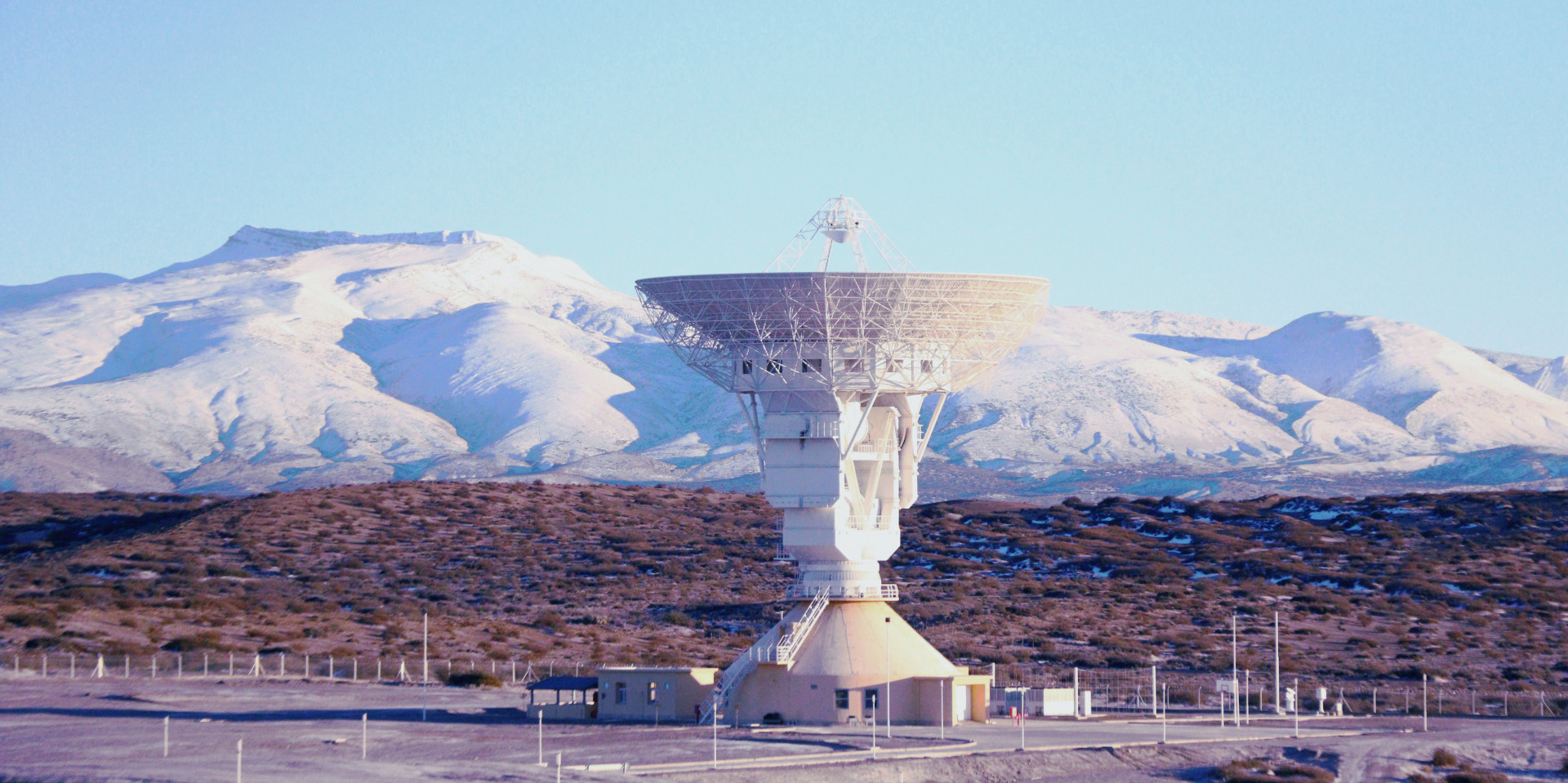
نمایی از ایستگاه اسپاسیو لژانو مرتبط با شبکه ارتباطی فضای عمیق چین. این ایستگاه در استان نئوکن، کشور آرژانتین قراردارد.

شبکه ارتباطی فضای عمیق چین (انگلیسی: Chinese Deep Space Network) یا (CDSN) شبکه‌ای از آنتن‌های بزرگ و امکانات ارتباطی است که برای مأموریت‌های فضایی بین سیاره‌ای چین از آن استفاده می‌شود. این شبکه توسط سازمان چینی (CLTC) مدیریت می‌شود. آنها همچنین با مشاهدات اخترشناسی رادیویی و راداری را پوشش می‌دهند.
این شبکه ابتدا برای مأموریت ماه چانگ ای ۱ به آن نیاز بود اما برای پشتیبانی از ماموریت‌های آینده به ماه و مریخ مانند ماموریت‌های چانگ ای ۵ و تیان‌ون ۱ مورد استفاده قرار می‌گیرد. شبکه‌های فضای عمیق مشابهی توسط ایالات متحده، روسیه، کشورهای اروپایی، ژاپن و هند اداره می‌شوند.

## معرفی
از سال ۱۹۹۳ با راه‌اندازی تلسکوپ ۲۵ متری سین کیانگ در کوه‌های جنوب اورومقی یک شبکهٔ ارتباط فضایی عمیق چینی وجود داشته‌است. آنتن ۲۵ متری رصدخانه شانگهای نه تنها قادر به شرکت در برنامه آزمایش VLBI نیمکره جنوبی بود، بلکه همچنین خط پایه چینی خود را به همراه اورومچی یا اویغور (ürümqi) تشکیل داد و اشیاء دور را مشاهده و اندازه‌گیری کرد.